# 巴伐利亞的瑪格麗特 (1363-1424)
巴伐利亞的瑪格麗特（德語：Margarete von Bayern，1363年—1424年1月23日），勃艮第公爵夫人，巴伐利亞公爵阿爾布雷希特一世的女兒。

## 家庭
1385年，瑪格麗特與勃艮第公爵「無畏者」約翰結婚，兩人共有1子4女：
1. 瑪格麗特（英语：Margaret of Nevers）（1393年—1442年）
2. 瑪麗（英语：Mary of Burgundy, Duchess of Cleves）（1393年—1466年）
3. 菲利普三世（1396年—1467年）
4. 安妮（英语：Anne of Burgundy）（1404年—1432年）
5. 阿格尼絲（英语：Agnes of Burgundy, Duchess of Bourbon）（1407年—1476年）